# Луков, Парамон Павлович
Парамо́н Па́влович Лу́ков (псевдоним – Лу́ков Паю́) (21 декабря 1915, Верхний Кугенер, Уржумский уезд, Вятская губерния, Российская империя — 3 февраля 2000, Нижний Кугенер, Сернурский район, Марий Эл, Россия) — марийский советский писатель и драматург, педагог. Заслуженный учитель школы Марийской АССР (1951). Участник Великой Отечественной войны. Член ВКП(б) с 1943 года.

## Биография
Родился 21 декабря 1915 года в дер. Нижний Кугенер ныне Сернурского района Марий Эл в крестьянской семье.
Учился в Нижнекугенерской начальной школе, Сернурской школе крестьянской молодёжи, в 1935 году окончил Сернурский педагогический техникум. С 1935 года работал учителем русского языка в школах родного района.
В апреле 1942 года был призван в ряды Красной Армии. Участник Великой Отечественной войны: сапёр 189 отдельного дорожно-строительного батальона, ефрейтор, с 1943 года – парторг роты 220 запасного стрелкового полка на Волховском и Ленинградском фронте. В 1943 году принят в ВКП(б). Демобилизовался из армии в 1946 году. Награждён орденом Отечественной войны II степени и медалями, в том числе медалью «За боевые заслуги».
После войны вновь вернулся на педагогическое поприще. В 1950 году заочно окончил Марийский педагогический институт имени Н. К. Крупской. До выхода на пенсию в 1976 году работал учителем, директором Нижнекугенерской начальной школы. В 1969 году издал учебник по марийской грамматике для I класса.
В 1951 году ему присвоено почётное звание «Заслуженный учитель школы Марийской АССР». Награждён медалями «За трудовую доблесть», «За трудовое отличие» и Почётной грамотой Президиума Верховного Совета Марийской АССР.
Скончался 3 февраля 2000 года вместе с супругой от отравления угарным газом в собственном доме в дер. Нижний Кугенер Сернурского района Марий Эл. Похоронен на кладбище дер. Веткино Сернурского района Марий Эл.

## Литературное творчество
Писать начал в 1929 году, первый рассказ «Олий» был опубликован в 1933 году в журнале «У вий» (ныне «Ончыко»). Был активным селькором газет «Йошкар кече», «Марий коммунист», «Марий коммуна». Писал о колхозной жизни, буднях марийской деревни.
Известен и как драматург. Его пьеса «Колхоз керте» («Колхоз осилил») была опубликована ещё в 1933 году в журнале «У вий». А лучшие рассказы, очерки, повесть издавались отдельными книгами: «Изи годым» («Детство»), «Ура шӱман еҥ» («Беспокойное сердце»).
Являлся автором рассказов и повестей для детей, которые часто включались в альманах «Эрвий», коллективные сборники, в том числе и в переводе на горномарийский язык.

## Основные произведения
Далее представлен список основных произведений П. П. Лукова на марийском языке:
- Колхоз керте: койдарчык [Колхоз осилил: комедия] // У вий. ― 1933. ― № 11. ― С. 1—6.
- Олий: ойлымаш // У вий. ― 1933. ― № 4. ― С. 33—40; № 5. ― С. 32—46.
- То же // Тӱҥалтыш: рвезе писатель-влак альманахышт. ― М., 1934. ― С. 100—135.
- Пызле // Пӧлек: ойлымаш-влак. ― Йошкар-Ола, 1962. ― С. 21—23.
- Нечке йоча; Вован книгаже // Кечан эрдене. ― Йошкар-Ола, 1965. ― С. 11; 16—17.
- Изи годым: повесть ден ойлымаш-влак [В детстве: повесть и рассказы]. ― Йошкар-Ола, 1966. ― 84 с.
- Йӧратыме туныктышо: ойлымаш-вл. [Любимый учитель: рассказы]. ― Йошкар-Ола, 1969. ― 44 с.
- Ура шӱман еҥ: ойлымаш-вл. [Беспокойное сердце: рассказы]. ― Йошкар-Ола, 1973. ― 86 с.
- Пеледыш: ойлымаш // Ончыко. ― 1979. ― № 1. ― С. 107—112.
- Эчан ден Полкан: ойлымаш // Эрвий. ― Йошкар-Ола, 1984. ― С. 121—127.
- Ава шӱм: ойлымаш // Эрвий. ― Йошкар-Ола, 1985. ― С. 27—31.

## Звания и награды
- Заслуженный учитель школы Марийской АССР (1951)[2]
- Отличник народного просвещения РСФСР
- Орден Отечественной войны II степени (06.04.1985)[4][5]
- Медаль «За боевые заслуги» (25.05.1945)[4][5]
- Медаль «За оборону Ленинграда» (31.12.1943)[5]
- Медаль «За победу над Германией в Великой Отечественной войне 1941—1945 гг.» (09.05.1945)[5]
- Медаль Жукова (19.02.1996)[5]
- Медаль «За трудовую доблесть»[12]
- Медаль «За трудовое отличие»[12]
- Почётная грамота Президиума Верховного Совета Марийской АССР[2]

## Память
В декабре 2015 года в Сернурском районе Марий Эл прошли мероприятия, посвященные 100-летию со дня рождения писателя и педагога П. П. Лукова (Лукова Паю). Сотрудниками Сернурского музейно-выставочного комплекса имени А. Конакова была организована выставка книжных, периодических изданий и документов писателя, а местными библиотекарями была подготовлена книга о П. П. Лукове.